# 西川屋チェン
株式会社西川屋チェンは、中部でスーパーマーケットなどを店舗展開していた株式会社である。
1969年（昭和44年）8月にタキヒョーや株式会社ほていやと共同仕入れ会社の株式会社ユニー（初代）設立し、1971年（昭和46年）2月21日に経営統合した。
この経営統合時に、当社の店舗営業部門は株式会社ユニーから「株式会社 西川屋ストア」へ譲渡され、株式会社東海ユニーとなった。

## 概要
1912年（大正元年）に愛知郡下之一色村（現：名古屋市中川区下之一色）で西川長十が、「西川屋」として履物店を開いたのが始まりである。
1928年（昭和3年）に名古屋市港区築三町へ移転して呉服店を開業した。
1930年（昭和5年）に支店を隣の公設市場に開設して洋品雑貨部とし、品揃えを広げた。
戦時中は昭和18年に企業整備令によって事業を休止したが、1947年（昭和22年）に名古屋市港区中川町の名港店のところに木造2階建て売場面積6坪の店舗を開設し、中古衣料や真綿などの販売で営業を再開した。
1949年（昭和24年）12月に「株式会社西川屋」を設立して法人化した。
1953年（昭和28年）から「廉価販売」に取り組み、1956年（昭和31年）からは「広い売場で楽しい買物」を掲げて店舗の拡張などを進めた。
1959年（昭和34年）9月には伊勢湾台風で被災して大きな損失を出したが、同年から掲げた経営方針の「ワンストップショッピング化」を軸にした積極策で大型小売店チェーン展開の基盤を作った。
1963年（昭和38年）2月21日に資本金2500万円で「株式会社 西川屋チェン」を設立。
1966年（昭和41年）3月18日に本部・配送センターを完成させ、同年2月25日に土岐店を開設し、愛知県外へ進出した。
1969年（昭和44年）4月に丸紅飯田と業務提携。
同年8月にはタキヒョーやほていやと共同仕入れ会社の株式会社ユニー（初代）を設立し、同年9月には仕入れと支払業務を同社に移管した。
1970年（昭和45年）2月に銀杏屋とマルサンを経営統合した。
また、同月にはタキヒョーやほていやと共に株式会社ユニー（初代）に仕入れ業務を一本化した。
1971年（昭和46年）2月21日に株式会社ユニー（初代）や「新名浜株式会社」と共に株式会社ほていやに吸収合併され、同社が株式会社ユニー（2代目）となる形で経営統合した。
この経営統合時に、「株式会社西川屋ストア」が「株式会社東海ユニー」へ社名変更し、当社の店舗の営業を継承した。
この経営統合後、仕入れも本部も資本面も、西川屋系とほていや系は別になっており、「株式会社 東海ユニー」は実質的に西川屋系として営業を続け、経営統合後の成長率などの業績面ではほていや系を上回った。
その為、上場による更なる発展を目指して完全に統合することとし、1975年（昭和50年）2月21日に株式会社ユニー（2代目）が「株式会社東海ユニー」のほか「株式会社中部ユニー」と「株式会社関東ユニー」を吸収合併した。
その後、1976年（昭和51年）8月21日に株式会社ユニー（2代目）が「株式会社西川屋」と「犬山食品株式会社」のほか「名浜株式会社」と「株式会社松喜屋」を吸収合併し、「西川屋」としての歴史に終止符を打った。

## 年表
- 1912年（大正元年） - 愛知郡下之一色村（現：名古屋市中川区下之一色）で西川長十が、履物店を開業[10]。
- 1920年（大正9年）10月 - 四日市市八幡町で山本半六が「銀杏屋」として履物商を開業[21]。
- 1928年（昭和3年） - 名古屋市港区築三町へ移転して呉服店を開業[10]。
- 1930年（昭和5年） - 支店の洋品雑貨部を隣の公設市場に開設[12]。
- 1947年（昭和22年） - 名古屋市港区中川町に店舗を開設して、営業を再開[10]。
- 1948年（昭和23年） - 「株式会社銀杏屋」を設立[21]。
- 1949年（昭和24年）12月 - 「株式会社西川屋」を設立[9]。
- 1952年（昭和27年）5月 - 「犬山食品株式会社」を設立[9]。
- 1963年（昭和38年）
  - 2月2日 - 資本金200万円で株式会社西川屋洋品店を設立[22]。
  - 2月21日 - 資本金2500万円で株式会社西川屋チェンを設立[13]。
- 1966年（昭和41年）
  - 2月25日 - 土岐店を開設し[15]、愛知県外へ進出[10]。
  - 3月18日 - 本部・配送センター完成[14]。
  - 10月 - 「株式会社西川屋ストア」を設立[9]。
- 1969年（昭和44年）
  - 4月 - 丸紅と業務提携[16]。
  - 8月 - 「タキヒョー」や「株式会社ほていや」と共同仕入れ会社の「株式会社ユニー（初代）」設立[7]。
- 1970年（昭和45年）
  - 2月 - 「銀杏屋」と「マルサン」を経営統合[13][18]。
  - 2月 - 「タキヒョー」や「株式会社ほていや」と共に「株式会社ユニー（初代）」に仕入れ業務を一本化[19]。
- 1971年（昭和46年）2月21日 - 「株式会社ユニー（初代）や」「新名浜株式会社」と共に「株式会社ほていや」に吸収合併され、同社が「株式会社ユニー（2代目）」となる[9]。「株式会社 西川屋ストア」が「株式会社 東海ユニー」へ社名変更し、当社の店舗の営業を継承[9]。
- 1975年（昭和50年）2月21日 - 「株式会社ユニー（2代目）」が「株式会社東海ユニー」のほか「株式会社中部ユニー」と「株式会社関東ユニー」を吸収合併[6]。
- 1976年（昭和51年）8月21日 - 「株式会社ユニー（2代目）」が「株式会社西川屋」と「犬山食品株式会社」のほか「名浜株式会社」と「株式会社松喜屋」を吸収合併[6]。

### かつて存在した店舗

#### 愛知県

##### 名古屋市

###### 港区
- 名港店（名古屋市港区港栄町7-12[23]、1947年（昭和22年）開店[24]）

売場面積6坪 → 1,500m2 → 3,000m2。
取扱商品：食料品・衣料品・雑貨。
1964年（昭和39年）11月に増築して地下1階・地上3階建ての売場面積3,000m2として新装開店した。
- 名港東店（名古屋市港区、1951年（昭和26年）開店[10]）

取扱商品：紳士洋品・洋服
- 名港西店（名古屋市港区、1955年（昭和30年）開店[10]）

鉄筋コンクリート3階建て。

###### 熱田区
- 六番町店（名古屋市熱田区六番町2-19[23]、1960年（昭和35年）7月20日開店[23]）

売場面積1,400m2 → 2,500m2。
取扱商品：食料品・衣料品・雑貨。
鉄骨2階建て。

###### 中村区
- 衣料マート西川屋[28] → 大門店[29]（中村区大宮町1-13[28][29]、1964年（昭和39年）6月28日開店[28]、1969年（昭和44年）5月開店[29]）

旧（株）西川屋洋品店。
売場面積560m2 → 470m2。
取扱商品：衣料品 → 衣料品・雑貨。

###### 東区
- 大曽根店（名古屋市東区東大曽根町本通5-725[30]、1967年（昭和42年）12月3日開店[29]）

売場面積840m2。
取扱商品：食料品・衣料品・雑貨。
鉄筋コンクリート2階建て。

###### 北区
- 黒川店（名古屋市北区城見通3-10[32]、1961年（昭和36年）11月18日開店[33]）

売場面積950m2 → 1,500m2。
取扱商品：食料品・衣料品・雑貨。
鉄筋コンクリート2階建て。
1階が衣料品主体で化粧品売り場を併設し、2階は衣料品売り場の他、完全にセルフサービス方式となった食品雑貨売り場とカフェテリアという売り場構成だった。

###### 西区
- 天塚店（名古屋市西区天塚町1-107[34]、1968年（昭和43年）10月25日開店[34] - 1970年（昭和45年）11月閉店）

売場面積660m2。
取扱商品：食料品・雑貨。

###### 中川区
- 八熊ショッピングセンター（名古屋市中川区八千代31—287[35][36]、1969年（昭和44年）11月22日開店[36]）

敷地面積約2,058m2、鉄筋コンクリート造地下1階地上5階建て一部7階建て、延べ床面積約9,966m2、店舗面積6,290m2、駐車台数約50台。

###### 南区
- 柴田ショッピングセンター（名古屋市南区柴田本通1-3[38][39]、1970年（昭和45年）6月20日開店[38][40][39]）

敷地面積約3,630m2、鉄筋コンクリート造地下1階地上6階建て一部7階建て、延べ床面積約11,840m2、店舗面積7,493.62m2（直営店舗面積約5,750m2）、駐車台数約100台。
- アラタマショッピングセンター（名古屋市南区新郊通1-33[41]、1970年（昭和45年）9月18日開店[42]）

敷地面積約5,280m2、鉄筋コンクリート造地下1階地上4階建て、延べ床面積約20,300m2、売場面積約7,901m2（直営店舗面積約6,930m2）、駐車台数約100台。
開店時のテナント数39店で、4階はボウリング場を併設していた。
デベロッパーは丸紅飯田。

##### 尾張（名古屋市以外）地区
- 犬山店（犬山市高見町12[29]、1962年（昭和37年）12月26日開店[32]）

売場面積1,100m2 → 2,300m2。
取扱商品：食料品・衣料品・雑貨。
主婦の店犬山店を買収して出店した。
跡地は、名鉄犬山駅西側で犬山市が買収。
- 半田店（半田市泉町5[23][25][45]、1963年（昭和38年）9月20日開店[23][46]）

敷地面積約6,000m2、鉄筋コンクリート造地下1階地上4階建て一部6階建て、延べ床面積約21,300m2、売場面積約13,303.63m2（直営店舗面積約10,000m2）、駐車台数約200台。
映画館半田松竹跡に出店。開店時には鉄骨造り地上2階建ての建物で赤と白に外壁が塗り分けられていた。
オープン時に地元商店街の反発をかわすため、地元商店から36店舗が入居する専門店街を併設した。
売場面積1,500m2 → 3,500m2。
取扱商品：食料品・衣料品・雑貨。
- 小牧店（小牧市小牧字駒止2100[29]、1962年（昭和37年）6月21日開店[23]）

売場面積660m2 → 3,200m2。
取扱商品：食料品・衣料品・雑貨。
醤油工場跡地に出店した>。
- 大田川ショッピングセンター（東海市太田町下浜田102-1[30]、1970年（昭和45年）3月8日開店[50]）

敷地面積約8,250m2、鉄筋コンクリート造地下1階地上4階一部5階建て、延べ床面積12,318.03m2、売場面積約7,188m2（直営店舗面積約5,100m2）、駐車台数約200台。
丸紅飯田と提携して開設したショッピングセンターだった。
- 大府店（大府市大府町大根1411[53]（現・中央町2-203[54]）、1964年（昭和39年）9月23日開店[54][53]）

売場面積690m2。
取扱商品：食料品・衣料品・雑貨。
地元の誘致で大府センター内に出店した。

#### 三河地区

##### 刈谷市
- 刈谷店[29] → 刈谷銀座店[30]（刈谷市銀座4-12[30][29]、1964年（昭和39年）7月開店[29]）

売場面積1,400m2 → 2,790m2。
取扱商品：食料品・衣料品・雑貨。
- 刈谷ハイライフ・アベニュー（刈谷市南桜町2-56-1[56]、1969年（昭和44年）10月25日開店[57]）

延べ床面積21,500m2。
1969年（昭和44年）10月25日にニシカ·ハウジングセンターのA館とファッションセンターのB館が先行して開業し、32レーンのボウリング場や飲食店の入るレジャーセンターのC館は同年11月29日に開業した。
- 刈谷ハウジングセンター（刈谷市東陽町2-17[30]、1969年（昭和44年）10月25日開店[57]）

刈谷ハイライフ・アベニューA館。
葵百貨店を買収して、その建物に出店した店舗であった。
- 刈谷ファッションセンター（刈谷市南桜町2-56-1[30]、1969年（昭和44年）10月25日開店[57]）

刈谷ハイライフ・アベニューB館。
- 刈谷レジャーセンター（刈谷市南桜町2-56-1[30]、1969年（昭和44年）11月29日開店[59]）

刈谷ハイライフ・アベニューC館。

##### 刈谷市以外
- 西尾店（西尾市本町14[25]、1966年（昭和41年）11月1日開店[25]）

売場面積2,200m2。
取扱商品：食料品・衣料品・雑貨。
- 安城店（安城市御幸本町7-24[34]、1968年（昭和43年）7月10日開店[34]）

売場面積3,290m2。
取扱商品：食料品・衣料品・雑貨。
- 豊橋店（豊橋市駅前大通2-48[29]、1968年（昭和43年）10月8日開店[29]）

名豊ビルの5階・6階に出店。
売場面積1,550m2。
取扱商品：衣料品・雑貨。
名豊ビルの4階全フロアと5階の一部に出店。

#### 岐阜県
- 土岐店（土岐市泉町久尻金屋前569[15]、1966年（昭和41年）2月25日開店[15] - ?閉店）

売場面積442m2。
取扱商品：食料品・衣料品・雑貨。
- （初代）瑞浪店[15] → 瑞浪ホームセンター[30]（瑞浪市寺河戸町1132[15][30]、1966年（昭和41年）3月24日開店[15] - 1975年（昭和50年）8月31日閉店）

売場面積800m2。
取扱商品：食料品・衣料品・雑貨。
- （2代目）瑞浪店（瑞浪市寺河戸町1188-5[30]）

- 中津川ショッピングセンター（岐阜県中津川市新町2-32[63]、1970年（昭和45年）11月20日開店[63][64]）

敷地面積約1,680m2、鉄筋コンクリート造地下1階地上4階一部5階建て、延べ床面積約8,500m2、売場面積約5,204.25m2（直営店舗面積約4,800m2）。
株式会社新町ビルの建物に出店していた。

##### 三重県
- 四日市店（四日市市諏訪栄町4-10[30][65]、銀杏屋1966年（昭和41年）3月1日開店[65] - 1977年（昭和52年）2月20日閉店）

売場面積1,320m2 → 3,300m2。
取扱商品：食料品・衣料品・雑貨。
- 津店（津市二番町2162-1[67]、銀杏屋1963年（昭和38年）3月15日開店[66] - 1977年（昭和52年）2月20日閉店）

売場面積1,300m2 → 1,200m2。
取扱商品：食料品・衣料品・雑貨 → 衣料品・雑貨。

##### 長野県
- 飯田店（飯田市知久町2-1[30][68]、マルサン1957年（昭和32年）10月1日開店[68]）

売場面積2,244m2。
取扱商品：食料品・衣料品・雑貨。
- 飯田銀ビル店（飯田市銀座4-4-9[68]、マルサン1968年（昭和43年）3月1日開店[68]）

売場面積495m2。
取扱商品：衣料品。
- 駒ヶ根店（駒ヶ根市赤穂16292[13][30]、?開店）

## 過去に存在した関連会社
- 寿屋共栄株式会社（名古屋市東区黒門町69[69]、1950年（昭和25年）5月設立[69]

レストラン部門
1969年（昭和44年）に西川屋が50%の株式を取得。